# 妙心寺駅

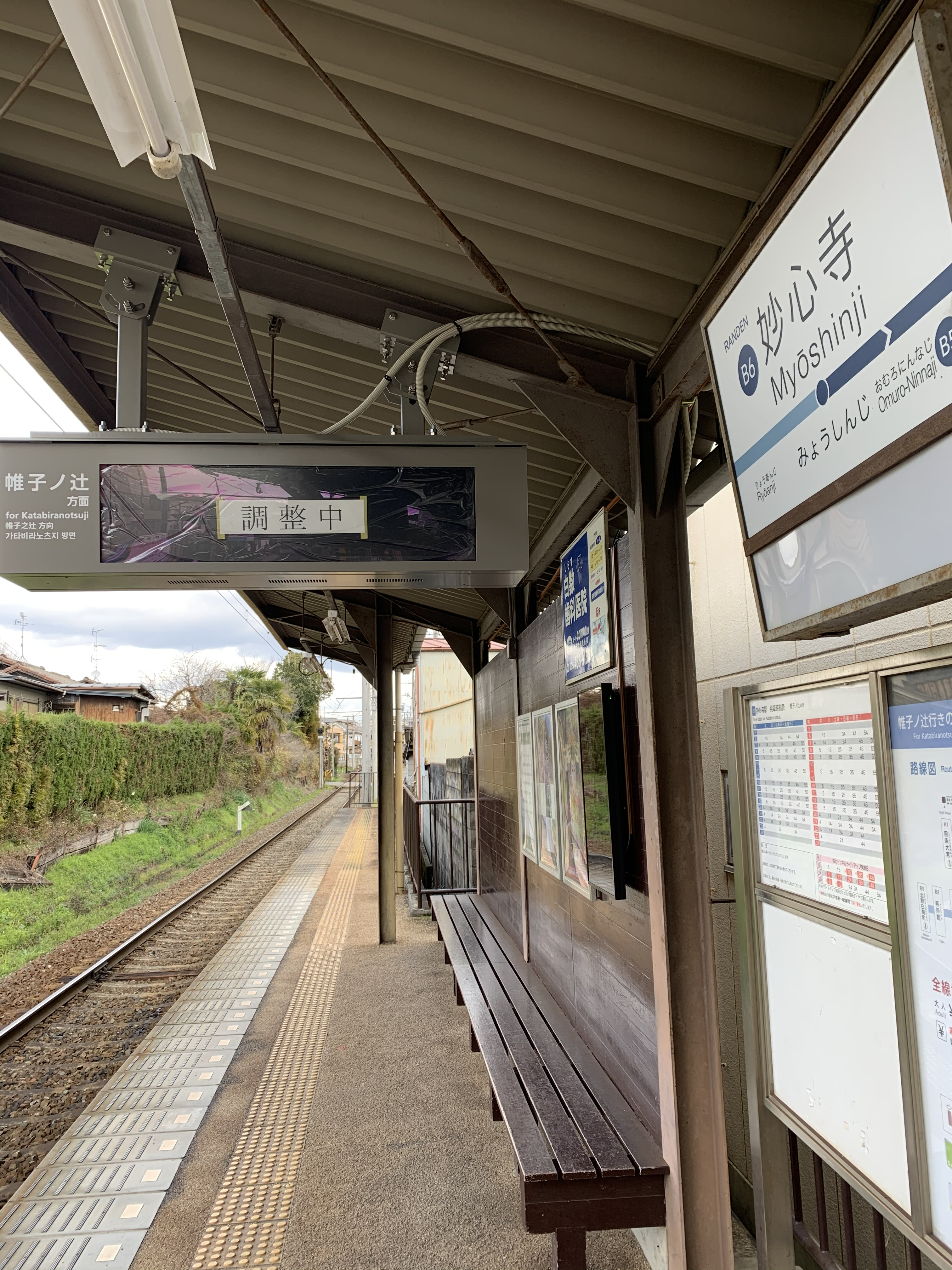
帷子ノ辻行きホームの発車標

妙心寺駅（みょうしんじえき）は、京都府京都市右京区花園天授ケ岡町にある京福電気鉄道北野線の停留場。駅ナンバリングはB6。

## 歴史
- 1925年（大正14年）11月3日：京都電燈が経営する嵐山電鉄北野線の停留場として開業[1]。
- 1942年（昭和17年）3月2日：路線継承により京福電気鉄道の停留場となる[1]。

## 停留場構造
千鳥式ホーム2面1線を持つ地上駅。上下線各ホーム上に発車標とデジタルサイネージが設けられている。北野白梅町方面ホームには雨水の貯水タンクと右京区役所等のコミュニティボードがある。

## 停留場周辺
上下線ホームを挟んだ踏切で京都府道101号銀閣寺宇多野線と交差し、下記バス乗り場（特に山越方面）は停留場からやや離れた府道上にある。
- 妙心寺
- 日本郵便京都竜安寺郵便局
- 京都市立御室小学校

### バスのりば
- 京都市営バス「嵐電妙心寺駅前」停留所（2017年3月18日よりバス停留所名を「京福妙心寺駅前」から「嵐電妙心寺駅前」に改称。）

10号系統：（四条河原町経由）三条京阪行／宇多野・山越行
26号系統：（四条烏丸経由）京都駅行／宇多野・山越行
- 西日本JRバス「嵐電妙心寺駅前」停留所
  - 高雄・京北線：京都駅行／栂ノ尾・周山行

## 隣の停留場
京福電気鉄道
■北野線
龍安寺駅 (B7) - 妙心寺駅 (B6) - 御室仁和寺駅 (B5)
- 括弧内は駅番号を示す。